# Russula integra var. integra
Russula integra var. integra —sinónimo de Russula integra (L.) Fr. 1838—, conocida vulgarmente como rúsula íntegra, es un hongo basidiomiceto comestible, de la familia Russulaceae. Crece en suelos calcáreos de bosques de coníferas de Europa y Norteamérica. Su seta, o cuerpo fructífero, aflora desde principios de verano hasta otoño, y es un comestible apreciado. Su basónimo es Agaricus integer L. 1753 y su epíteto específico, integra, significa "íntegra, completa".

## Descripción
Su seta posee un sombrero de entre 8 y 12 centímetros de diámetro, hemisférico en ejemplares jóvenes y extendido más tarde, con el centro deprimido. Sus márgenes son redondeados y ligeramente acanalados. La cutícula se separa con facilidad hasta la mitad del radio del sombrerillo, es brillante y viscosa en ambientes húmedos, y presenta un color pardo rojizo con zonas negruzcas y matices purpúreos. En ejemplares envejecidos, la cutícula aparece fisurada. Sus láminas están apretadas y bifurcadas, adnatas o algo separadas del pie, intervenadas y con pequeñas láminas intermedias. Son de color blanco y van tornándose amarillas conforme el cuerpo fructífero va envejeciendo, manteniéndose el borde blanco. El estipe mide entre 7 y 10 centímetros de largo y de 1 a 3 de ancho, es rugoso y con estrías longitudinales, y algo más estrecho en la base. Es blanco, aunque toma un color amarillento en la zona más cercana al sustrato. La carne es blanca o amarillenta, y presenta sabor dulce y olor afrutado. La esporada es amarillenta.